# Потрійний форсаж: Токійський дрифт
«Потрійний форсаж: Токійський дрифт» (англ. The Fast and the Furious: Tokyo Drift, досл. «Швидкі та люті: Токійський дрифт») — американсько-німецький драматичний бойовик режисера Джастіна Ліна, що вийшов 2006 року. У головних ролях зіграли Лукас Блек, Санґ Канґ і Bow Wow.
Сценаристом був Кріс Морґан, продюсером був — Ніл Г. Моріц. Вперше фільм продемонстрували 4 червня 2006 року у США. В Україні у кінопрокаті прем'єра фільму відбулась 6 липня 2006 року.

## Сюжет
На початку фільму Шон Босуелл свариться з одним із учнів місцевої середньої школи, Клеєм, через те, що розмовляв з його подругою Сінді. Щоб уникнути конфлікту, вона вирішує, що ці двоє повинні влаштувати гонку, щоб з'ясувати, хто гідний її уваги. Під час перегонів вони обидва потрапляють в аварію. Не бажаючи знову кудись переїжджати, матір Шона відправляє його в Токіо жити з батьком, який перебуває в Японії як офіцер ВМС США після інциденту в Сполучених Штатах, коли той ледь не потрапив за ґрати. Шон знайомиться зі світом дрифтингу після випадкового зіткнення з іншим експертом, Твінкі, який продає японцям американські товари.
Однак згодом Шон переходить дорогу Такасі, також відомому як «ДіКей» (скорочення від англ. Drift King — Король Дрифту). ДіКей побачив Шона, коли той розмовляв з його дівчиною, Нілою. Коли ДіКей хоче вигнати його, Шон кидає йому виклик на участь в гонці. Хан позичає Шону свій Nissan Silvia. ДіКей закінчує гонку з великим відривом, а Шон розбиває машину Хана. Згодом Хан говорить Шону, що той працюватиме на нього в рахунок оплати авто та участі у майбутніх перегонах. Пізніше Шон більше дізнається про своїх друзів, а саме про Хана, який уклав ділове партнерство з ДіКеєм. Шон також дізнається, що Хан дозволяє йому брати участь в гонках тому, що він — єдиний, хто не боїться ДіКея.
Шон повільно, але вірно заробляє репутацію на сцені дрифтингу під деякою опікою та підтримкою (фінансовою та дружньою) Хана і його банди «непідходящих». Шон також зближається з Нілою, яка у вільний час дрифтує заради забави високо в горах, і їхній розвиток стосунків стає основою розбіжності з ДіКеєм. Ніла розповідає Шону, що вона і Такасі виросли разом після смерті її матері, і, як і Шона, її вважали ізгоєм. Одного разу, побачивши Шона з Нілою, ДіКей б'є його і радить триматися від неї подалі, бо єдиним, на чому він зможе їздити, буде інвалідний візок. Побачивши рани Шона, Ніла йде від ДіКея.
Дядько ДіКея, Камата, високопоставлений якудза, говорить йому, що в бізнес-звітах є розбіжність і що Хан, стало бути, обманює їх. Дікі влаштовує Хану та його групі очну ставку, пред'являючи цю невідповідність, і Хан змушений тікати. ДіКей переслідує Mazda RX-7 вулицями Токіо і стріляє в найзручніший момент. Хан намагається ухилитися і втекти, але в нього врізається інший автомобіль, який належить Деккарду Шоу. Машина Хана вибухає через витік бензину, а сам він гине. Ніла і Шон повертаються до будинку його батька, але тут приїжджає ДіКей, щоб забрати Нілу і вбити Шона, однак вчасно підоспілий батько Шона дістає свій пістолет. Ніла добровільно вирішує поїхати з ДіКеєм. Твінкі і батько пропонують Шону залишити місто, так як той окрім ДіКея насолив ще й Каматі. Шон відмовляється, пояснюючи це тим, що раз все це сталося через нього, то він і повинен з усім розібратися.
Шон звертається до дядька ДіКея, намагається відшкодувати збитки грішми, які присвоїв Хан, і пропонує «гонку честі», поєдинок, переможений у якому залишає місто. Гонка проходить на гірському перевалі, де ДіКей має перевагу, так як він — єдиний, хто коли-небудь діставався до фінішу цілим та неушкодженим. Шон, Твінкі і команда Хана беруть Ford Mustang батька Шона і ремонтують його. Так як всі інші автомобілі були конфісковані поліцією, Шон та його група використовують двигун від Nissan Silvia S15, який розбив Шон.
Після довгого заїзду Шон виграє гонку, в той час як ДіКей потрапляє в аварію на останній хвилині. Дядько Камата відпускає Шона, ДіКей залишає Токіо, а Ніла повертається до Шона.
Згодом після цього Шон став новим Королем Дрифту. На одній з тусовок Твінкі повідомляє йому, що хтось хоче кинути йому виклик. Суперником Шона виявився Домінік Торетто, який, як з'ясувалося, був знайомий з Ханом. Ніла відраховує старт гонки і автомобілі зриваються з місця.

## У ролях
| Актор        | Персонаж                                     | Роль                                            |
| ------------ | -------------------------------------------- | ----------------------------------------------- |
| Лукас Блек   | Шон Босвелл англ. Sean Boswell               | 17-річний юнак, що цікавиться вуличними гонками |
| Санґ Канґ    | Хан-Сеул-О англ. Han-Seoul-Oh                | друг Такаші і його бізнеспартнер                |
| Bow Wow      | Твінкі англ. Twinkie                         | друг Шона                                       |
| Наталі Келлі | Ніла англ. Neela                             | дівчина Такаші                                  |
| Браян Ті     | Такаші / ДіКей англ. Takashi/DK (Drift King) | чемпіон з дрифту                                |
| Леонардо Нам | Морімото англ. Morimoto                      | права рука Такаші                               |

## Сприйняття

### Критика
Фільм отримав здебільшого змішані відгуки: Rotten Tomatoes дав оцінку 36 % на основі 111 відгуків від критиків (середня оцінка 4,7/10) і 71 % від глядачів (532,178 голосів). Загалом на сайті фільми має змішаний рейтинг, фільму зарахований «гнилий помідор» від кінокритиків, проте «попкорн» від глядачів, Internet Movie Database — 5,9/10 (124 221 голос), Metacritic — 46/100 (31 відгук критиків) і 6,6/10 від глядачів (153 голоси). Загалом на цьому ресурсі від критиківфільм отримав змішані відгуки, а від глядачів — позитивні.
Слід зазначити, що фільм не отримав високої оцінки критиків, на що є свої причини. Однією із них є значна відмінність стилю даної стрічки від попередніх фільмів "Форсаж" з Він Дізелем в головній ролі. Сюжет даного фільму має декілька значних відмінностей від звичного "Форсажу", окрім фінальної епізодичної сцени. По-друге, у сценаристів була спроба поєднати гостросюжетну лінію і екстремальний дрифт на дорогих авто з потужними моторами. У зв'язку з цим, за жанром фільм поєднує в собі елементи драми, бойовика та екшена.

### Касові збори
Під час показу в Україні, що розпочався 7 липня 2006 року, протягом першого тижня фільм зібрав 235,515 $, що на той час дозволило йому зайняти 1 місце серед усіх прем'єр. Показ стрічки протривав 6 тижнів і завершився 13 серпня 2006 року. За цей час стрічка зібрала 567,963 $.
Під час показу у США, що стартував 16 червня 2006 року, протягом першого тижня фільм був показаний у 3,027 кінотеатрах і зібрав 23,973,840 $, що на той час дозволило йому зайняти 3 місце серед усіх прем'єр. Показ фільму протривав 84 дні (12 тижнів) і завершився 7 вересня 2009 року. За цей час фільм зібрав у прокаті у США 62,514,415   доларів США (за іншими даними 62,615,510 $), а у решті світу 95,953,877 $ (за іншими даними 95,178,695 $), тобто загалом 158,468,292 $ (за іншими даними 157,794,205 $) при бюджеті 85 млн $.

### Нагороди і номінації[12]
| Рік  | Нагорода           | Категорія                                                          | Номінант                                                                               | Результат |
| ---- | ------------------ | ------------------------------------------------------------------ | -------------------------------------------------------------------------------------- | --------- |
| 2006 | Teen Choice Awards | Фільми — вибір прориву (чоловіки)                                  | Лукас Блек                                                                             | Номінація |
| 2006 | Teen Choice Awards | Вибір літнього кіно: драма/бойовик-пригоди                         | стрічка                                                                                | Номінація |
| 2007 | World Stunt Awards | Найкраща робота з автомобілями                                     | Річ Резерфорд Самуель Габінетт, Ріс Міллен, Таннер Фауст, Малосі Леонард, Метт Леонард | Номінація |
| 2007 | World Stunt Awards | Найкращий постановник трюків і / або 2-ий Директор: Художній фільм | Малосі Леонард, Метт Леонард                                                           | Номінація |

### Виноски
1. 1 2  The Fast and the Furious: Tokyo Drift: Release Info (англ.). Internet Movie Database. Архів оригіналу за 12 серпня 2013. Процитовано 25 вересня 2014.
2. 1 2  Потрійний форсаж: токійський дріфт. Kino-teatr.ua. Архів оригіналу за 5 березня 2016. Процитовано 25 вересня 2014.
3. 1 2  The Fast and the Furious: Tokyo Drift (англ.). Internet Movie Database. Архів оригіналу за 11 вересня 2014. Процитовано 25 вересня 2014.
4. 1 2 3 4  The Fast and the Furious: Tokyo Drift (англ.). Box Office Mojo. Архів оригіналу за 30 липня 2011. Процитовано 25 вересня 2014.
5. 1 2 3 4 5  The Fast and the Furious: Tokyo Drift (англ.). The Numbers. Архів оригіналу за 12 жовтня 2014. Процитовано 25 вересня 2014.
6. ↑  The Fast and the Furious: Tokyo Drift (англ.). AllMovie. Архів оригіналу за 9 травня 2014. Процитовано 25 вересня 2014.
7. ↑  The Fast and the Furious: Tokyo Drift: Full Cast & Crew (англ.). Internet Movie Database. Архів оригіналу за 7 квітня 2015. Процитовано 25 вересня 2014.
8. ↑  The Fast and the Furious: Tokyo Drift (англ.). Rotten Tomatoes. Архів оригіналу за 11 вересня 2012. Процитовано 25 вересня 2014.
9. ↑  The Fast and the Furious: Tokyo Drift (англ.). Metacritic. Архів оригіналу за 24 березня 2013. Процитовано 25 вересня 2014.
10. ↑  "Тройной форсаж: Токийский Дрифт" - онлайн-обзор боевика. www.spletnik.ru. Архів оригіналу за 17 червня 2020. Процитовано 17 червня 2020.
11. ↑  The Fast and the Furious: Tokyo Drift — Ukraine Weekend Box Office (англ.). Box Office Mojo. Архів оригіналу за 5 березня 2016. Процитовано 25 вересня 2014.
12. ↑  The Fast and the Furious: Tokyo Drift: Awards (англ.). Internet Movie Database. Процитовано 25 вересня 2014.